# Casco

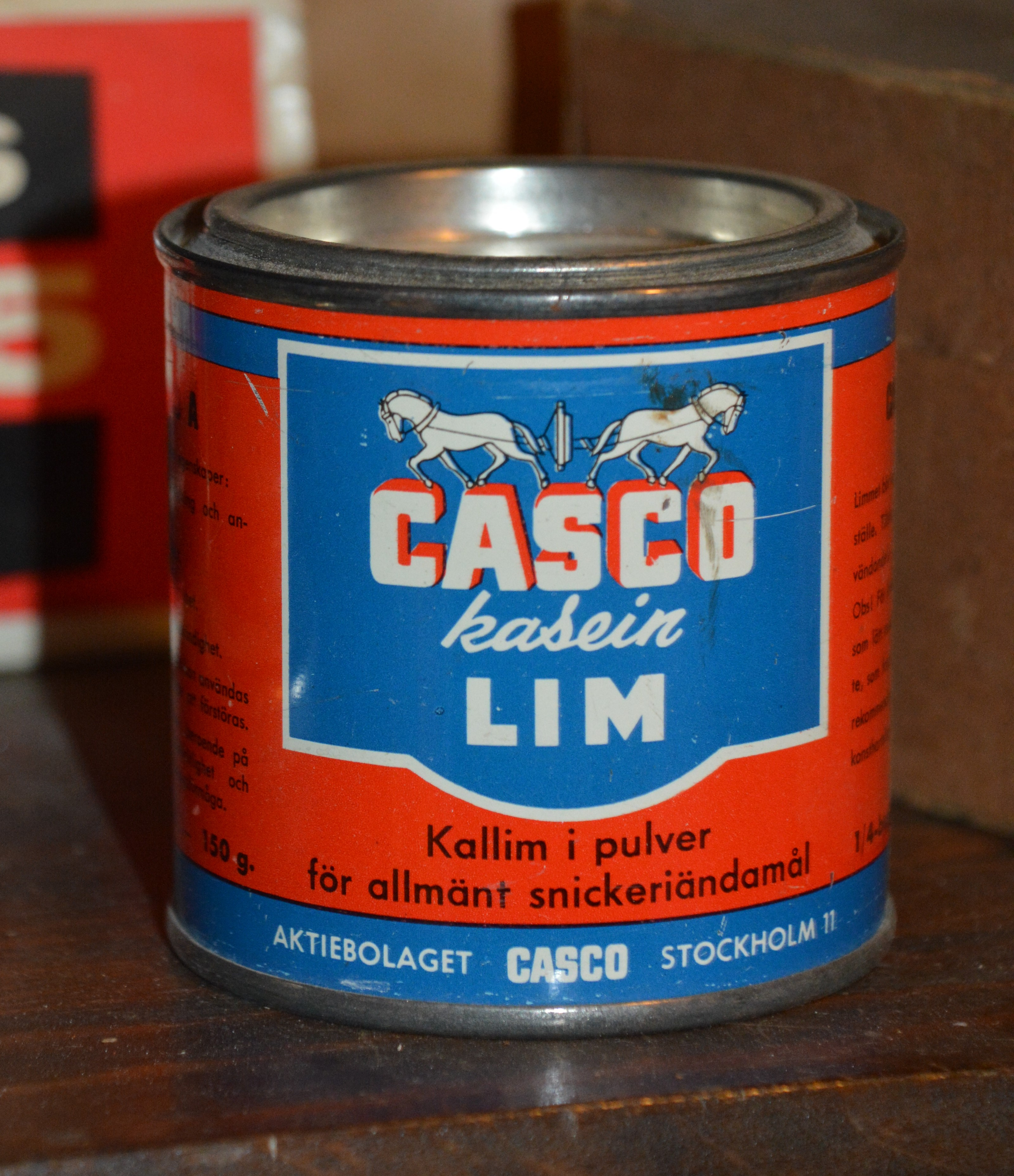
Casco lim

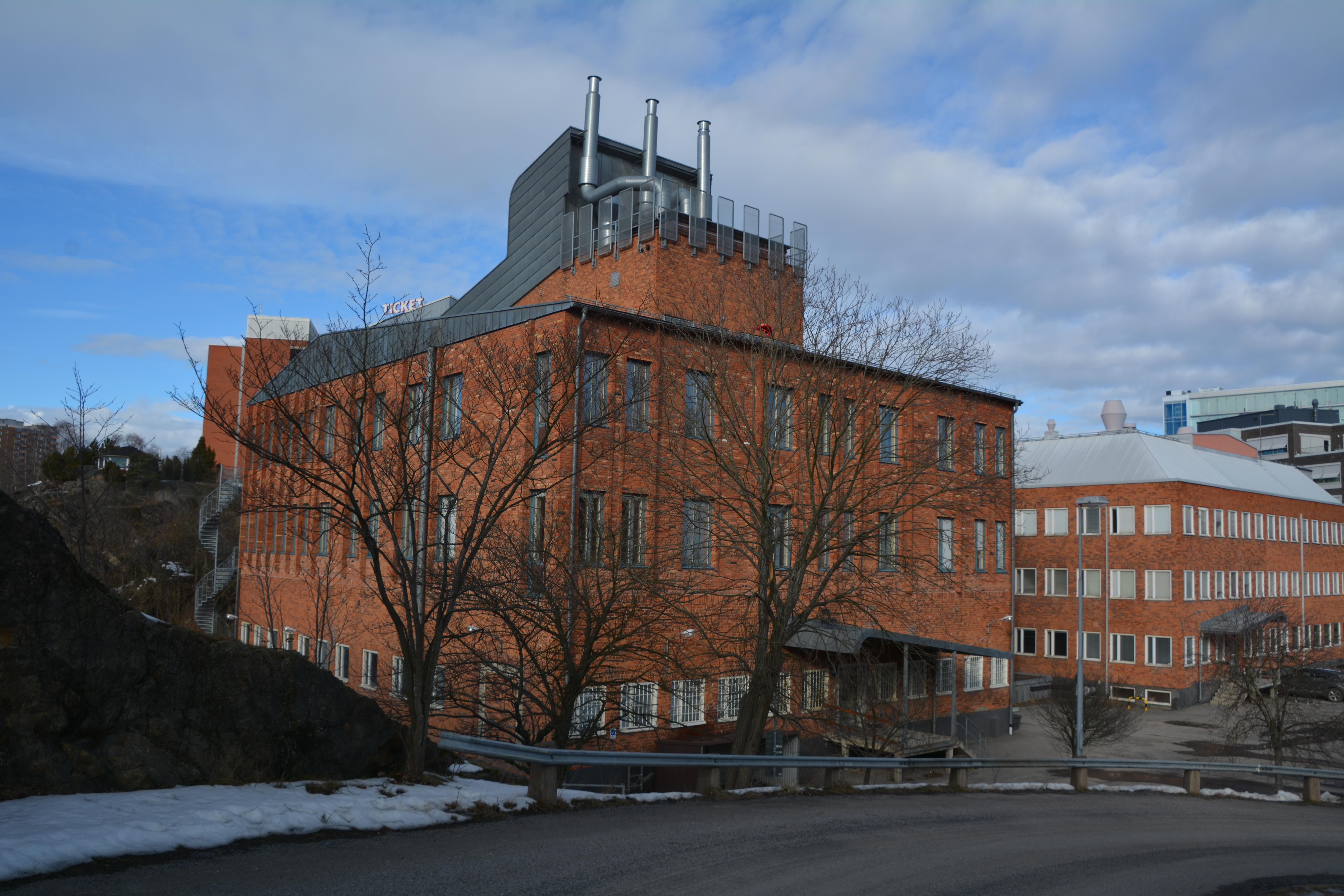
Formalinfabriken på Cascos tidigare fabriksområde på Nobelberget i Sickla i Nacka kommun, uppförd 1942 med ombyggnader 1954 och 1989. Till höger skymtar Konsthartsfabriken.

Casco Adhesives, tidigare AB Casco, är en svensk tillverkare av limningssystem för träindustri. 
AB Casco grundades 1928 av norrmannen Lars Amundsen, en brorson till Roald Amundsen. Han hade några år arbetat med kasein i Argentina. Namnet Casco kommer från "Casein Company of America", som Amundsen köpte en tillverkningslicens av. Inspirationen till företagets logotyp kom från Magdeburgska halvkloten. Casco etablerade sig i liten skala på Katarina Bangata på Södermalm i Stockholm. Efter det att plywood- och flygindustri började efterfråga trälim i större omfattning, expanderade företaget och flyttade i början av 1930-talet tillverkningen till Westerdahls jästfabriks tidigare lokaler i ett industriområde i Sickla i Nacka kommun. På basis av goda vinster under andra världskriget investerade företaget i nya fabriksbyggnader i Sickla: en panncentral, en formalinfabrik och en konsthartsfabrik, ritade av Dag Ribbing. 
Det norska dotterbolaget AS Norcasco bildades 1935 och det danska dottersällskapet Kemi-Casco A/S bildades 1946. 
År 1961 uppfördes en kontors- och matsalsbyggnad, 1971 kompletterad av en större kontorsbyggnad. Senare under 1960-talet uppfördes en stor lagerbyggnad, vilken under 2010-talet använts som konsert- och evenemangsbyggnaden Nobelberget. Från 1963 flyttades tillverkningen i omgångar, bland annat till en tidigare plywoodfabrik i Kristinehamn.
År 1964 köptes Casco av Fosfatbolaget, senare KemaNord, i Stockvik, som också tillverkade formalinbaserat lim till träskiveindustrin. 
Cascos moderbolag Kema Nobel, då omdöpt till Nobel Industrier, köptes 1994 av nederländska Akzo. Den schweiziska Sika AG förvärvade 2014 affärsenheten "Building Adhesives" från AkzoNobel.

## Verkställdande direktörer
- ?-1950? Petrus Hellman (1898-1988)
- 1951–1969: Jörgen Blegvad (omkring 1913–2001)
- 1978–1991: Ove Mattsson

## Styrelseordförande
- 1928–1956: Lars Amundsen